# Thyene concinna
Thyene concinna är en spindelart som först beskrevs av Eugen von Keyserling 1881.  Thyene concinna ingår i släktet Thyene och familjen hoppspindlar. Inga underarter finns listade i Catalogue of Life.